# Lutas nos Jogos Olímpicos de Verão de 2020 - Livre até 86 kg masculino
A categoria livre até 86 kg masculino das lutas nos Jogos Olímpicos de Verão de 2020 ocorreu nos dias 4 e 5 de agosto de 2021 no Makuhari Messe, em Tóquio. Um total de 16 lutadores, cada um representando um Comitê Olímpico Nacional (CON), participaram do evento.

## Qualificação
Um total de 16 vagas foram atribuídas para a categoria livre até 86 kg masculino, cada um representando um CON, conforme abaixo:
- 6 pelo Campeonato Mundial de 2019;
- 2 pelo torneio qualificatório pan-americano;
- 2 pelo torneio qualificatório europeu;
- 2 pelo torneio qualificatório da África e Oceania;
- 2 pelo torneio qualificatório asiático;
- 2 pelo torneio qualificatório mundial.

## Formato
As competições de luta livre consistem em um torneio de eliminação simples, com uma repescagem usada para determinar os vencedores das duas medalhas de bronze. Os dois finalistas se enfrentam pelas medalhas de ouro e prata. Cada lutador que perde para um dos dois finalistas segue para a repescagem, culminando em duas lutas pela medalha de bronze com os perdedores da semifinal, cada um enfrentando o oponente restante da repescagem de sua metade da chave.

## Calendário
Horário local (UTC+9)
| Data                | Horário | Fase            |
| ------------------- | ------- | --------------- |
| 4 de agosto de 2021 | 11:00   | Qualificatórias |
| 4 de agosto de 2021 | 18:15   | Semifinais      |
| 5 de agosto de 2021 | 11:00   | Repescagem      |
| 5 de agosto de 2021 | 19:30   | Finais          |

## Medalhistas
| Ouro   | USA David Taylor                   |
| Prata  | IRI Hassan Yazdani                 |
| Bronze | ROC Artur Naifonov SMR Myles Amine |

## Resultados
Estes foram os resultados da competição:
Legenda
- F — Vitória por queda.

### Chaveamento
|  | Oitavas de final        | Oitavas de final        | Oitavas de final |  |  | Quartas de final     | Quartas de final     | Quartas de final   |   |                    | Semifinais         | Semifinais         | Semifinais |  |  | Final | Final | Final |
|  |                         |                         |                  |  |  |                      |                      |                    |   |                    |                    |                    |            |  |  |       |       |       |
|  | IRI Hassan Yazdani      | IRI Hassan Yazdani      | 11               |  |  |                      |                      |                    |   |                    |                    |                    |            |  |  |       |       |       |
|  | UZB Javrail Shapiev     | UZB Javrail Shapiev     | 2                |  |  | IRI Hassan Yazdani   | IRI Hassan Yazdani   | 12                 |   |                    |                    |                    |            |  |  |       |       |       |
|  | SUI Stefan Reichmuth    | SUI Stefan Reichmuth    | 6                |  |  | SUI Stefan Reichmuth | SUI Stefan Reichmuth | 1                  |   |                    |                    |                    |            |  |  |       |       |       |
|  | ALG Fateh Benferdjallah | ALG Fateh Benferdjallah | 2                |  |  |                      |                      |                    |   | IRI Hassan Yazdani | IRI Hassan Yazdani | 7                  |            |  |  |       |       |       |
|  | TUR Osman Göçen         | TUR Osman Göçen         | 2                |  |  |                      | ROC Artur Naifonov   | ROC Artur Naifonov | 1 |                    |                    |                    |            |  |  |       |       |       |
|  | JPN Sosuke Takatani     | JPN Sosuke Takatani     | 2                |  |  | TUR Osman Göçen      | TUR Osman Göçen      | 1                  |   |                    |                    |                    |            |  |  |       |       |       |
|  | SVK Boris Makojev       | SVK Boris Makojev       | 0                |  |  | ROC Artur Naifonov   | ROC Artur Naifonov   | 12                 |   |                    |                    |                    |            |  |  |       |       |       |
|  | ROC Artur Naifonov      | ROC Artur Naifonov      | 6                |  |  |                      |                      |                    |   |                    | IRI Hassan Yazdani | IRI Hassan Yazdani | 3          |  |  |       |       |       |
|  | SMR Myles Amine         | SMR Myles Amine         | 12               |  |  |                      | USA David Taylor     | USA David Taylor   | 4 |                    |                    |                    |            |  |  |       |       |       |
|  | COL Carlos Izquierdo    | COL Carlos Izquierdo    | 2                |  |  | SMR Myles Amine      | SMR Myles Amine      | 2                  |   |                    |                    |                    |            |  |  |       |       |       |
|  | USA David Taylor        | USA David Taylor        | 11               |  |  | USA David Taylor     | USA David Taylor     | 12                 |   |                    |                    |                    |            |  |  |       |       |       |
|  | BLR Ali Shabanau        | BLR Ali Shabanau        | 0                |  |  |                      |                      |                    |   | USA David Taylor   | USA David Taylor   | 10                 |            |  |  |       |       |       |
|  | CHN Lin Zushen          | CHN Lin Zushen          | 11               |  |  |                      | IND Deepak Punia     | IND Deepak Punia   | 0 |                    |                    |                    |            |  |  |       |       |       |
|  | PER Pool Ambrocio       | PER Pool Ambrocio       | 0                |  |  | CHN Lin Zushen       | CHN Lin Zushen       | 3                  |   |                    |                    |                    |            |  |  |       |       |       |
|  | NGR Ekerekeme Agiomor   | NGR Ekerekeme Agiomor   | 1                |  |  | IND Deepak Punia     | IND Deepak Punia     | 6                  |   |                    |                    |                    |            |  |  |       |       |       |
|  | IND Deepak Punia        | IND Deepak Punia        | 12               |  |  |                      |                      |                    |   |                    |                    |                    |            |  |  |       |       |       |

### Repescagem
|  | Repescagem           | Repescagem           | Repescagem |  | Disputa pelo bronze | Disputa pelo bronze | Disputa pelo bronze |  |  |  |  |
|  |                      |                      |            |  |                     |                     |                     |  |  |  |  |
|  | UZB Javrail Shapiev  | UZB Javrail Shapiev  | 5          |  | UZB Javrail Shapiev | UZB Javrail Shapiev | 0                   |  |  |  |  |
|  | SUI Stefan Reichmuth | SUI Stefan Reichmuth | 2          |  | ROC Artur Naifonov  | ROC Artur Naifonov  | 2                   |  |  |  |  |
|  |                      |                      |            |  |                     |                     |                     |  |  |  |  |
|  | BLR Ali Shabanau     | BLR Ali Shabanau     | 0          |  | SMR Myles Amine     | SMR Myles Amine     | 4                   |  |  |  |  |
|  | SMR Myles Amine      | SMR Myles Amine      | 2          |  | IND Deepak Punia    | IND Deepak Punia    | 2                   |  |  |  |  |

## Classificação final
| Pos.              | Lutador                 |
| ----------------- | ----------------------- |
| Medalha de ouro   | USA David Taylor        |
| Medalha de prata  | IRI Hassan Yazdani      |
| Medalha de bronze | ROC Artur Naifonov      |
| Medalha de bronze | SMR Myles Amine         |
| 5                 | UZB Javrail Shapiev     |
| 5                 | IND Deepak Punia        |
| 7                 | CHN Lin Zushen          |
| 8                 | SUI Stefan Reichmuth    |
| 9                 | TUR Osman Göçen         |
| 10                | JPN Sosuke Takatani     |
| 11                | ALG Fateh Benferdjallah |
| 12                | COL Carlos Izquierdo    |
| 13                | NGR Ekerekeme Agiomor   |
| 14                | SVK Boris Makojev       |
| 15                | PER Pool Ambrocio       |
| 16                | BLR Ali Shabanau        |